# Šachar Perkiss
Šachar Perkiss (* 14. října 1962, Haifa) je tenisový trenér a bývalý izraelský profesionální tenista. Ve své kariéře na okruhu ATP World Tour vyhrál jeden turnaj ve čtyřhře.
Na žebříčku ATP byl nejvýše ve dvouhře klasifikován v březnu 1985 na 53. místě a ve čtyřhře pak v listopadu téhož roku na 54. místě.
Za daviscupový tým Izraele odehrál v letech 1981–1992 třicet jedna utkání, s bilancí osmnáct výher a třináct proher. Stát reprezentoval na Letních olympijských hrách 1988 v Soulu, kde prohrál v úvodním kole s Argentincem Javierem Franou.
V roce 2005 se stal výkonným ředitelem (CEO) Izraelské tenisové asociace.
K roku 2011 působil jako trenér v Izraelském tenisovém centru.

## Finálové účasti na turnajích ATP World Tour

### Dvouhra: 1 (0–1)

#### Finalista (1)
| Č. | Datum         | Turnaj           | Povrch | Vítěz            | Výsledek |
| -- | ------------- | ---------------- | ------ | ---------------- | -------- |
| 1. | 16. září 1984 | Tel Aviv, Izrael | tvrdý  | Aaron Krickstein | 6-4 6-1  |

### Čtyřhra: 3 (1–2)

#### Vítěz (1)
| Č. | Datum          | Turnaj           | Povrch | Spoluhráč   | Finalisté                      | Výsledek |
| -- | -------------- | ---------------- | ------ | ----------- | ------------------------------ | -------- |
| 1. | 12. října 1987 | Tel Aviv, Izrael | tvrdý  | Gilad Bloom | Wolfgang Popp Huub van Boeckel | 6–2, 6–4 |

#### Finalista (2)
| Č. | Datum         | Turnaj                   | Povrch | Spoluhráč        | Vítězové                              | Výsledek      |
| -- | ------------- | ------------------------ | ------ | ---------------- | ------------------------------------- | ------------- |
| 1. | 1. dubna 1985 | Monte-Carlo Open, Monako | antuka | Šlomo Glickstein | Pavel Složil Tomáš Šmíd               | 2–6, 3–6      |
| 2. | 7. října 1985 | Mistrovství JAR, JAR     | tvrdý  | Amos Mansdorf    | Colin Dowdeswell Christo Van Rensburg | 6–3, 6–7, 4–6 |